# Elliann Clarke
Pour les articles homonymes, voir Clarke.
Pas d'image ? Cliquez ici

a Compétitions nationales et continentales officielles uniquement.

b Matchs officiels uniquement.
Dernière mise à jour le 8 août 2025.
Elliann Clarke, née le 16 février 2001 à Heriot (en) (Écosse), est une joueuse internationale écossaise de rugby à XV évoluant au poste de pilier. Elle joue en Angleterre, aux Bristol Bears.

## Biographie
Elliann Clarke naît le 16 février 2001 à Heriot (en) en Écosse. Elle commence la pratique du rugby à XV au Dunfermline RFC, puis rejoint les moins de 15 ans du Stirling County RFC. Elle est sélectionnée successivement en équipe nationale des moins de 18 ans et des moins de 20 ans. En 2022, elle évolue au club de l'université d'Édimbourg qui joue la finale nationale contre l'université de Hartpury (en) (défaite 26-32). Elle fait ses débuts internationaux avec l'Écosse au mois d'août contre les États-Unis. Sur sa première mêlée à ce niveau, elle obtient la pénalité de la gagne.
En septembre 2022, elle n'a qu'une sélection en équipe d'Écosse quand elle est retenue pour disputer la Coupe du monde en Nouvelle-Zélande. Elle est ensuite sélectionnée avec l'équipe des Thistles qui dispute la première édition du Celtic Challenge.
En 2023, elle est appelée pour le Tournoi des Six Nations, où elle est la doublure de Christine Belisle.
À l'intersaison, elle rejoint le Championnat d'Angleterre et les Bristol Bears, où elle fait partie d'un petit contingent d'Écossaises comprenant Evie Gallagher, Lana Skeldon et Meryl Smith. À l'automne, elle remporte avec l'équipe d'Écosse la première édition du WXV 2,. En fin de saison 2023-2024, les Bristol Bears vont jusqu'en finale du Championnat, où elles s'inclinent face au Gloucester-Hartpury RFC.
Au cours du match de préparation au WXV en septembre 2024 contre la sélection des Fidji, elle est titulaire pour la première fois en équipe nationale.
Sa sœur cadette Rhea joue demi de mêlée avec la franchise d'Édimbourg Rugby. Elles sont toutes les deux sélectionnées pour la Coupe du monde 2025, devenant les première sœurs à disputer une même édition sous les couleurs écossaises.

## Palmarès

### En club
- Vainqueur de la Coupe d'Écosse en 2017 et 2019.
- Finaliste du Championnat universitaire du Royaume-Uni en 2022.
- Finaliste du Championnat d'Angleterre en 2024.

### En équipe nationale
- Vainqueur du WXV 2 en 2023.